# フェリックス・クルス
フェリックス・クルス・バルボサ＝リオス（スペイン語: Félix Cruz Barbosa-Ríos、1961年4月4日 - ）は、メキシコの元サッカー選手、サッカー指導者。ポジションはディフェンダー。
母国メキシコではクラウディオ・スアレス、ラファエル・マルケスと並ぶメキシコ史上屈指のリベロと称される。

## 経歴
19歳でUNAMプーマスの下部組織からトップチームに昇格した1980年夏に日本サッカーリーグ2部の日産自動車サッカー部（現横浜F・マリノス）からスカウトを受け、プロデビューを果たしていなかったクルスはプーマスでは出場機会を得られないと判断し、監督のボラ・ミルティノヴィッチに無断で受けた日産自動車メキシコ事業所クエルナバカ工場における入団テストを経てモンテレイのフランシスコ・モラ、クルス・アスルのホルヘ・モラレスと共にプロ契約を結びレンタル移籍した。同年秋に来日し監督の加茂周の下で背番号5を背負ったクルスは翌1981年に日本でプロデビューを果たすと主力としてJSL1部昇格に貢献、1982年も前半戦の全9試合にフル出場しクルスは完全移籍を希望したが、プーマスが同年夏のプリメーラ・ディビシオン開幕に合わせてレンタルバックすることを決定したためメキシコに帰国した。プーマス復帰直後にレギュラーを奪取すると1983年には同年夏にプーマスの監督を退任しメキシコ代表監督に就任したミルティノヴィッチから招集され代表デビューを果たし、1986年に25歳で迎えた自国開催のFIFAワールドカップでは背番号14を背負いリベロとして全5試合にフル出場した。準々決勝の西ドイツ戦では0-0のまま迎えたPK戦に5番目のキッカーとして臨んだが、ついに順番は来ることのないまま1-4で敗退した。その後はアトランテ、UANLティグレス、モンテレイ、トロス・ネサとメキシコ国内のクラブを渡り歩き1994年に引退した。指導者としては2009年から2010年までラ・ピエダの監督を務めた。

## 人物
日産時代の監督だった加茂周が「メキシコ人選手も朝は仕事をやらなきゃいけない。そういう意味では真面目で誠実な人が望ましい。その点、クルスは素晴らしかったですね。確か19歳で来日したんですよ。真面目で、一生懸命でね。彼は日本で伸びていった選手」と語ったようにクルスは人間性の高い選手として知られ、クルス自身も日産時代について「日産自動車は若かった私が成長するのを助けてくれた。文化も、言語も、天候も違う国の1部リーグでプレイした経験は私にサッカー選手として大きな影響を与えてくれた。私のキャリアの土台だ」「メキシコ人と比べて日本人は全く違う生き方をしていた。彼らは私にとても親切にしてくれた。私は日本が大好きになった。その経験は私を人間としても大きく変えてくれた」「日本は私を人間としても、アスリートとしても、サッカー選手としても成長させてくれた。私は19歳の時に横浜で非常に礼儀正しく、勤勉で、時間に厳しく、企業目標の為に働く選手達に出会った。彼らは常に自らの人生、労働、スポーツを両立させていた」と語った。クルスは自ら進んで日本語を学習し、箸の使い方を習得し、魚中心の日本食に適応した。

## 個人成績
| 国内大会個人成績 | 国内大会個人成績 | 国内大会個人成績 | 国内大会個人成績 | 国内大会個人成績 | 国内大会個人成績 | 国内大会個人成績 | 国内大会個人成績 | 国内大会個人成績 | 国内大会個人成績 | 国内大会個人成績 | 国内大会個人成績 |
| 年度             | クラブ           | 背番号           | リーグ           | リーグ戦         | リーグ戦         | リーグ杯         | リーグ杯         | オープン杯       | オープン杯       | 期間通算         | 期間通算         |
| 年度             | クラブ           | 背番号           | リーグ           | 出場             | 得点             | 出場             | 得点             | 出場             | 得点             | 出場             | 得点             |
| 日本             | 日本             | 日本             | 日本             | リーグ戦         | リーグ戦         | JSL杯            | JSL杯            | 天皇杯           | 天皇杯           | 期間通算         | 期間通算         |
| ---------------- | ---------------- | ---------------- | ---------------- | ---------------- | ---------------- | ---------------- | ---------------- | ---------------- | ---------------- | ---------------- | ---------------- |
| 1980             | 日産             | 5                | JSL1部           | 0                | 0                |                  |                  |                  |                  | 0                | 0                |
| 1981             | 日産             | 5                | JSL2部           |                  |                  |                  |                  |                  |                  |                  |                  |
| 1982             | 日産             | 5                | JSL1部           | 9                | 0                |                  |                  |                  |                  | 9                | 0                |
| メキシコ         | メキシコ         | メキシコ         | メキシコ         | リーグ戦         | リーグ戦         | コパMX           | コパMX           | オープン杯       | オープン杯       | 期間通算         | 期間通算         |
| 1982-83          | プーマス         |                  | プリメーラ       | 15               | 1                |                  |                  |                  |                  | 15               | 1                |
| 1983-84          | プーマス         |                  | プリメーラ       | 38               | 1                |                  |                  |                  |                  | 38               | 1                |
| 1984-85          | プーマス         |                  | プリメーラ       | 34               | 2                |                  |                  |                  |                  | 34               | 2                |
| 1985-86          | プーマス         |                  | プリメーラ       |                  |                  |                  |                  |                  |                  |                  |                  |
| 1986-87          | プーマス         |                  | プリメーラ       | 34               | 3                |                  |                  |                  |                  | 34               | 3                |
| 1987-88          | アトランテ       |                  | プリメーラ       | 18               | 2                |                  |                  |                  |                  | 18               | 2                |
| 1988-89          | ティグレス       |                  | プリメーラ       | 34               | 0                |                  |                  |                  |                  | 34               | 0                |
| 1989-90          | モンテレイ       |                  | プリメーラ       | 36               | 1                |                  |                  |                  |                  | 36               | 1                |
| 1990-91          | モンテレイ       |                  | プリメーラ       | 37               | 0                |                  |                  |                  |                  | 37               | 0                |
| 1991-92          | モンテレイ       |                  | プリメーラ       | 0                | 0                |                  |                  |                  |                  | 0                | 0                |
| 1992-93          | モンテレイ       |                  | プリメーラ       | 24               | 0                |                  |                  |                  |                  | 24               | 0                |
| 1993-94          | トロス・ネサ     |                  | プリメーラ       | 33               | 1                |                  |                  |                  |                  | 33               | 1                |
| 通算             | 日本             | 日本             | JSL1部           | 9                | 0                |                  |                  |                  |                  | 9                | 0                |
| 通算             | 日本             | 日本             | JSL2部           |                  |                  |                  |                  |                  |                  |                  |                  |
| 通算             | メキシコ         | メキシコ         | プリメーラ       | 303              | 11               |                  |                  |                  |                  | 303              | 11               |
| 総通算           | 総通算           | 総通算           | 総通算           | 312              | 11               |                  |                  |                  |                  | 312              | 11               |

## 代表歴

### 出場大会
- メキシコ代表
  - 1986 FIFAワールドカップ

### 試合数
- 国際Aマッチ 52試合 1得点（1983年-1991年）[5]

| メキシコ代表 | 国際Aマッチ | 国際Aマッチ |
| 年           | 出場        | 得点        |
| ------------ | ----------- | ----------- |
| 1983         | 2           | 0           |
| 1984         | 10          | 0           |
| 1985         | 17          | 1           |
| 1986         | 11          | 0           |
| 1987         | 8           | 0           |
| 1988         | 1           | 0           |
| 1989         | 0           | 0           |
| 1990         | 0           | 0           |
| 1991         | 3           | 0           |
| 通算         | 52          | 1           |

## タイトル

### 選手時代
UNAMプーマス
- プリメーラ・ディビシオン：1回（1980-81）
- CONCACAFチャンピオンズカップ：2回（1980、1982）
- コパ・インテラメリカーナ：1回（1981）

モンテレイ
- コパ・メヒコ：1回（1991-92）
- CONCACAFカップウィナーズカップ：1回（1993）